# NGC 450
NGC 450 je vmesna spiralna galaksija v ozvezdju Kita. Njen navidezni sij je 12,2m. Od Sonca je oddaljena približno 19,9 milijonov parsekov, oziroma 64,91 milijona svetlobnih let. Navidezno je zelo blizu galaksije PGC 4545, vendar nista gravitacijsko vezani, saj je PGC 4545 veliko dlje, 512 milijonov sv. l. Obe galaksiji ležita blizu zvezde 38 Kita (38 Cet).
Galaksijo je odkril William Herschel 1. oktobra 1875.